# Sergej Gorsjkov
Sergej Georgijevitj Gorsjkov (ryska: Сергей Георгиевич Горшков), född 26 februari 1910 i Kamjanets-Podilskyj, död 13 maj 1988, var en sovjetisk amiral under kalla kriget, och chef för Sovjetunionens flotta 1956–1985.
Gorsjkov gick in i den sovjetiska flottan 1927, tog examen från M.V. Frunzes sjökrigsskola i Leningrad 1931, och fick en tjänst i Svarta havet i november 1931 på jagaren Frunze. Under andra världskriget utmärkte han sig vid landstigningarna på Kertj-halvön och förde befäl över en jagardivision vid krigets slut. Han utsågs till sovjetisk marinchef 1956 av Nikita Chrusjtjov och ledde en massiv marin upprustning under Leonid Brezjnevs tid. I slutet av 1970-talet hade detta lett till att Sovjet hade en flotta som kunde utmana de västliga flottorna.
År 1975 skrev Gorsjkov den mycket uppmärksammade boken Statens sjömakt där han argumenterade för att flottan, tillsammans med Strategiska robottrupperna hade blivit de viktigaste sovjetiska vapenslagen, på bekostnad av Röda armén. I början av 1980-talet, då Sovjets resurser började bli mer ansträngda, utsattes Gorsjkov för kritik av den sovjetiska generalstaben, och han fick 1985 lämna posten som marinchef.

## Utmärkelser
- Röda fanans orden,  3 april 1942
- Röda fanans orden,  24 juli 1943
- Kutuzovorden, första graden,  18 september 1943
- Andra graden av Usjakovorden,  16 maj 1944
- Röda stjärnans orden,  3 november 1944
- Sankt Alexanderorden,  1945
- Partisanstjärnans orden,  1945
- Första graden av Usjakovorden,  28 juni 1945
- Röda fanans orden,  6 november 1947
- Socialistiska republiken Rumäniens stjärna,  1950
- Leninorden,  26 februari 1953
- Röda fanans orden,  23 juli 1959
- Leninorden,  23 februari 1960
- Republiken Indonesiens stjärna,  1961
- Leninorden,  28 april 1963
- Partisanstjärnans orden,  1965
- Leninorden,  7 maj 1965[7]
- Guldstjärnemedalj,  7 maj 1965
- Sovjetunionens hjälte,  7 maj 1965[7]
- Kommendör av Polonia Restituta,  1968
- Oktoberrevolutionsorden,  22 februari 1968
- Hedersvapen vid Sovjetunionens statsvapen i guld,  22 februari 1968
- Tudor Vladimirescu-orden,  1969
- Jubileumsmedalj ”För firandet av 100-årsdagen av Vladimir Lenins födelse”,  1970
- Fäderneslandets förtjänstorden i guld,  1970
- Folkrepubliken Bulgariens orden,  1970
- Leninorden,  25 februari 1970
- Süchbaatarorden,  1971
- Folkrepubliken Bulgariens orden,  1974
- Orden "För fosterlandstjänst i Sovjetunionens väpnade styrkor", tredje graden,  30 april 1975
- Tunisiens republikorden,  1977
- Kommendör med stjärna av Polonia Restituta,  1978
- Leninorden,  21 februari 1978
- Scharnhorstorden,  1980
- Sovjetunionens statliga pris,  1980
- Leninorden,  21 december 1982
- Sovjetunionens hjälte,  21 december 1982
- Guldstjärnemedalj,  21 december 1982
- Leninpriset,  1985
- Folkrepubliken Bulgariens orden,  1985
- Patriotiska krigsorden av 1:a klass,  11 mars 1985
- Jubileumsmedalj "40 år för Sovjetunionens väpnade styrkor"
- Jubileumsmedalj "30 år för sovjetiska armén och flottan"
- Jubileumsmedalj ”50-årsjubileum för Sovjetunionens väpnade styrkor”
- Jubileumsmedalj "60 år för Sovjetunionens väpnade styrkor"
- Jubileumsmedalj "70 år för Sovjetunionens väpnade styrkor"
- Medalj "Veteran av Sovjetunionens väpnade styrkor"
- Jubileumsmedalj "Mongoliets folkarmé 50 år"
- Medaljen till minne av Leningrads 250-årsjubileum
- Jubileumsmedalj ”40-årsdagen av segern i det Stora Fäderneslandkriget 1941-1945”
- Jubileumsmedalj ”20-årsdagen för segern i det Stora Fäderneslandkriget 1941-1945”
- Medalj ”För segern över Tyskland i det Stora Fäderneslandskriget 1941-1945”
- Medalj "För belägringen av Budapest"
- Medalj "För förstärkande av vapenbrödraskap"
- Jubileumsmedalj ”30-årsdagen för segern i det Stora Fäderneslandkriget 1941-1945”
- Medal "För Belgrads befrielse"
- För försvaret av Odessa
- För försvaret av Kaukasus
- Medalj "För skydd av Sovjetunionens statsgräns"
- Medalj för stärkande av vapenvänskap

[Redigera Wikidata]